# TypePad
TypePad è un servizio di hosting per blog di proprietà di Six Apart lanciato nell'ottobre del 2003. Il codice di TypePad è in buona parte condiviso con Movable Type, un CMS orientato alla pubblicazione di blog creato dalla stessa società.
I servizi di TypePad sono disponibili con diverse formule commerciali in diversi paesi del mondo. Negli Stati Uniti l'offerta è articolata su tre piani di abbonamento denominati Plus, Unlimited e Premium. Ad ognuno di questi corrispondono diversi livelli crescenti nelle funzionalità disponibili.
Il 17 novembre 2009, Six Apart ha lanciato TypePad Micro, una versione ridotta ma gratuita del servizio che si colloca a metà strada tra i blog tradizionali ed il microblogging.